# Phloeotribus scarabaeoides scarabaeoides
Phloeotribus scarabaeoides scarabaeoides é uma subespécie de insetos coleópteros polífagos pertencente à família Curculionidae.
A autoridade científica da subespécie é Bernard, tendo sido descrita no ano de 1788.
Trata-se de uma subespécie presente no território português.